# سیدکاپ
latitudeسیدکاپlongitudeسیدکاپ
سیدکاپ (به انگلیسی: Sidcup) یک ناحیه در لندن است که در منطقه بکسلی لندن واقع شده‌است.

## افراد ساکن مشهور
- کوئنتین بلیک — illustrator, artist, born in Sidcup.
- جان پل جونز — bass guitarist of لد زپلین, born in Sidcup.
- کیت ریچاردز — guitarist رولینگ استونز, attended college in Sidcup
- وین روتلج — footballer, born in Sidcup.
- لرد سیدنی — died in Sidcup.